# Niltava
Niltava es un género de aves paseriformes perteneciente a la familia Muscicapidae.

## Especies
Contiene las siguientes especies:
- Niltava davidi - papamoscas de David;
- Niltava grandis - papamoscas grande;
- Niltava macgrigoriae - papamoscas de McGrigor;
- Niltava sumatrana - papamoscas de Sumatra;
- Niltava sundara - papamoscas sundara;
- Niltava vivida - papamoscas vívido.